# قصبة هوائية غمدية

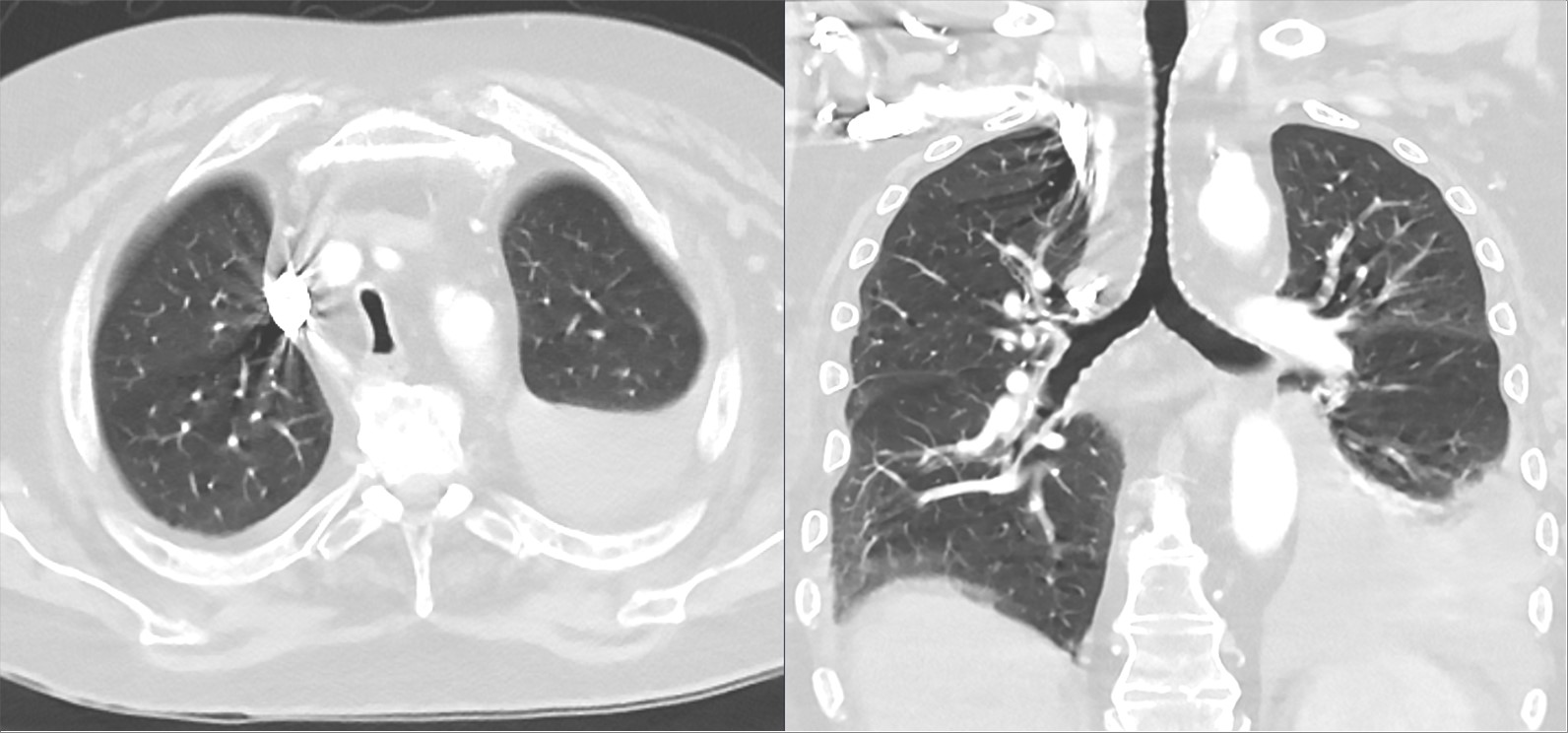

القصبة الهوائية الغمدية المعروفة أيضًا باسم القصبة الهوائية هي القصبة الهوائية التي لها شكل غير طبيعي. يزداد قطر المنطقة الخلفية للقصبة الهوائية بينما ينخفض القياس الجانبي.

## أسباب
يمكن أن يحدث في مرض الانسداد الرئوي المزمن أو الضغط الثنائي المطول عليه كما هو الحال في تضخم الغدة الدرقية.